# Benjamin Media
Benjamin Media (tidligere Forlaget Benjamin) er et dansk forlag med adresse på Finsensvej på Frederiksberg. Grundlagt af Johnny Laursen i 1987.
Forlaget udgiver bl.a.
- Bil Magasinet
- M!
- Penge & Privatøkonomi
- Costume
- Costume Living
- Woman
- Bolig Magasinet
- Liv
- Bo Bedre
- V-Max

Benjamin står også bag Legenden Om-bogserien med kendte bilmærker, foruden et større antal kundemagasiner, dvd'er. cd'er m.m. Det var ejet af det norske firma Benjamin Publications AS. Fra 2009 og frem er ejeren Bonnier Publications.